# Leverkusen
Leverkusen è una città extracircondariale della Germania con 163 851 abitanti, nel Land della Renania Settentrionale-Vestfalia e nel Regierungsbezirk di Colonia.
Confina a sud con Colonia mentre circa 10 chilometri più a nord si trova la capitale del Land, Düsseldorf.

## Geografia fisica

### Posizione
La città di Leverkusen si trova sulla riva destra del Reno, che ne costituisce il confine occidentale, ed è attraversata dai fiumi Wupper, affluente del Reno, e Dhünn affluente del Wupper. L'altitudine sul livello del mare varia dai 35,1 m nel punto più basso ai 198,7. È situata a 10 km dal centro di Colonia con la quale confina a sud. I confini della città si estendono per 56 chilometri con un'estensione massima nord-sud di 8,9 ed est-ovest di 15,3 chilometri. Confina, in senso orario partendo da nord-est con: Leichlingen, Burscheid, Odenthal e Bergisch Gladbach (tutti del circondario di Rheinisch-Bergischer Kreis) Colonia (città extracircondariale), Monheim am Rhein e Langenfeld (Rheinland) (circondario di Mettmann).

### Clima
| Temperature e piovosità medie Leverkusen | Mesi | Mesi | Mesi | Mesi | Mesi | Mesi | Mesi | Mesi | Mesi | Mesi | Mesi | Mesi | Stagioni | Stagioni | Stagioni | Stagioni | Anno  |
| Temperature e piovosità medie Leverkusen | Gen  | Feb  | Mar  | Apr  | Mag  | Giu  | Lug  | Ago  | Set  | Ott  | Nov  | Dic  | Inv      | Pri      | Est      | Aut      | Anno  |
| ---------------------------------------- | ---- | ---- | ---- | ---- | ---- | ---- | ---- | ---- | ---- | ---- | ---- | ---- | -------- | -------- | -------- | -------- | ----- |
| T. media (°C)                            | 2,8  | 3,6  | 6,4  | 9,9  | 14,3 | 17,2 | 18,8 | 18,6 | 15,6 | 11,6 | 6,7  | 3,9  | 3,4      | 10,2     | 18,2     | 11,3     | 10,8  |
| Precipitazioni (mm)                      | 61,2 | 47,9 | 62,8 | 55,2 | 67,3 | 75,4 | 79,9 | 72,3 | 62,2 | 54,2 | 64,9 | 71,1 | 180,2    | 185,3    | 227,6    | 181,3    | 774,4 |

## Storia
Risalente al XII secolo, con il vecchio nome di Wiesdorf, l'area dell'odierna Leverkusen è rimasta rurale fino alla fine del XIX secolo.

### Stabilimenti chimici
Nel 1860 il chimico Carl Leverkus scelse Wiesdorf come sede per costruire una fabbrica di coloranti; lo stabilimento fu rilevato dalla società Bayer nel 1891. L'azienda trasferì quindi la sua sede a Wiesdorf nel 1912, trasformando la città nel centro dell'industria chimica tedesca. Durante la seconda guerra mondiale gli stabilimenti della Bayer furono bombardati dalle forze alleate il 22 agosto 1943 e durante la Battaglia aerea di Berlino tra il 19 e il 20 novembre e tra il 10 e l'11 dicembre del 1943.

## Distretti urbani

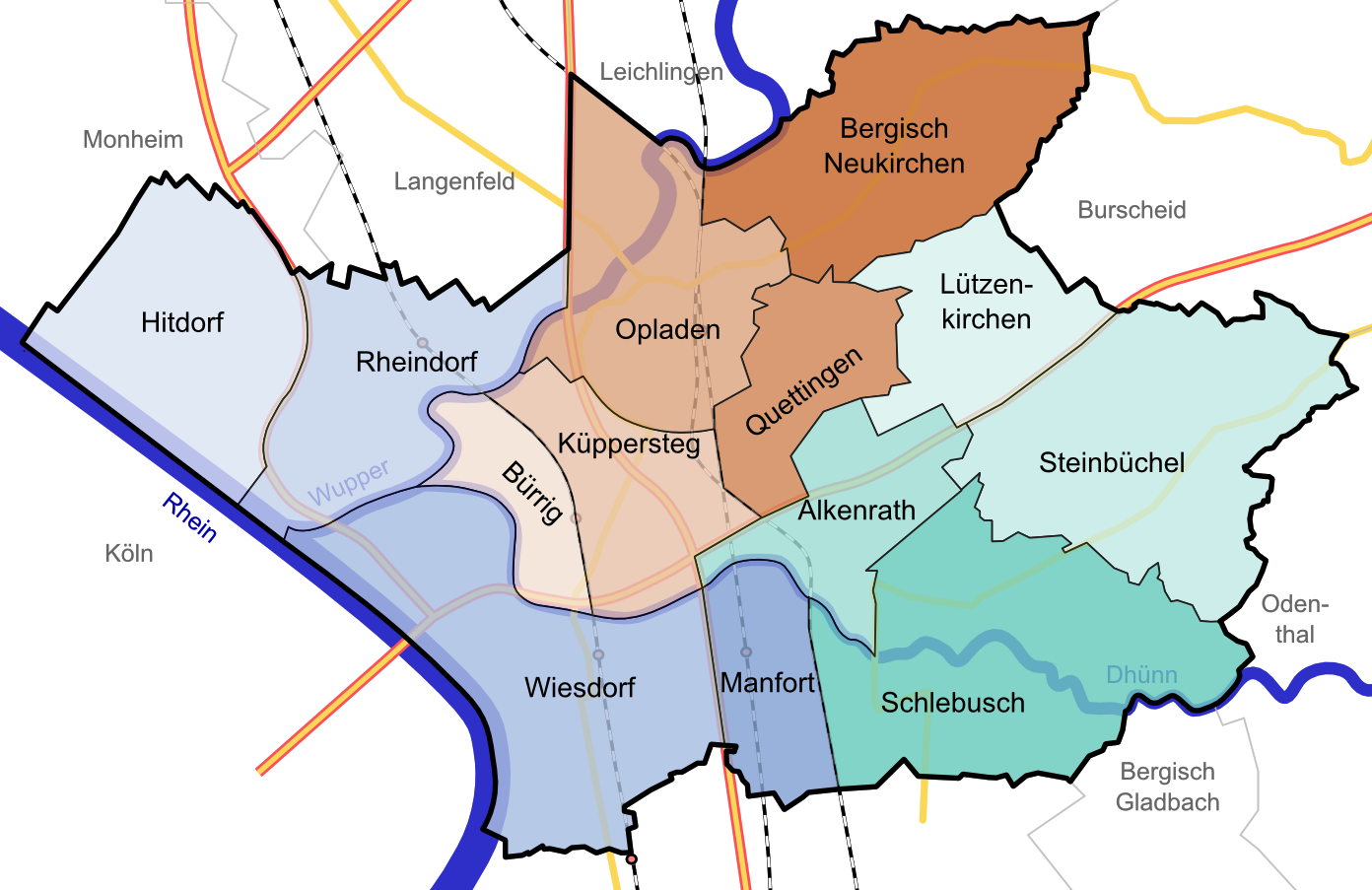
Pianta della città

La città di Leverkusen fu fondata nel 1930 con la fusione dei borghi di Wiesdorf, Schlebusch, Steinbüchel e Rheindorf. Nel 1975 vennero annessi al territorio cittadino anche gli insediamenti limitrofi di Opladen, Hitdorf e Bergisch Neukirchen.
I quartieri della città attuale corrispondono ai villaggi originari da cui è formata: Opladen, Wiesdorf, Schlebusch, Quettingen, Lützenkirchen, Steinbüchel, Manfort, Rheindorf, Bürrig, Alkenrath, Küppersteg, Hitdorf e Bergisch-Neukirchen.

## Geografia antropica
Conta 160 819 abitanti (anno 2013) e si trova alla periferia settentrionale di Colonia. Essa va ad inserirsi all'enorme agglomerato urbano (in Vestfalia) della Rhein-Ruhr; che comprende anche Dortmund, Colonia, Bonn, Mönchengladbach, Essen, Düsseldorf, Duisburg, Bochum, Gelsenkirchen, Wuppertal, Krefeld, Oberhausen e molte altre città minori.

## Economia
Il motore trainante dell'economia cittadina è rappresentato principalmente dalla casa farmaceutica Bayer (che ha sede a Leverkusen), una delle più grandi aziende tedesche nonché una delle principali case farmaceutiche mondiali.

## Infrastrutture e trasporti
Leverkusen è collegata per ferrovia con Colonia tramite la rete nazionale e due linee di S-Bahn. Possiede un importante porto fluviale ed è vicina ad un gran numero di autostrade, data la sua posizione all'interno della conurbazione renanica.

## Sport
La città è rappresentata dalla polisportiva Bayer, associata all'omonimo colosso farmaceutico. La sezione calcistica della società, denominata semplicemente Bayer Leverkusen, milita in Bundesliga, la massima divisione calcistica tedesca. Il club, dopo aver vissuto un picco di rendimento all'inizio degli anni 2000 in cui però non è stata in grado di alzare al cielo nessun trofeo, fu soprannominata Neverkusen, in quanto incapace di vincere, arrivando infatti seconda per quattro volte in sei anni. Nel 2001-2002, in particolare, tra fine aprile ed inizio maggio il Bayer Leverkusen fu in grado di perdere la finale di Champions League contro il Real Madrid, la finale di coppa nazionale contro i rivali dello Schalke 04, ed il campionato. Il titolo nazionale arriverà finalmente a cinque giornate dal termine nella stagione 2023-2024 sotto la guida di Xabi Alonso da imbattuta in tutte le competizioni, ed in corsa per la vittoria dell'Europa League e della coppa nazionale. Il 14 aprile 2024 raggiunge il record di imbattibilità della Juventus di Antonio Conte, che tra il 2011 ed il 2013 ottenne una serie di 43 partite senza sconfitte in tutte le competizioni, poi superato e portato a 51 partite consecutive, striscia interrotta nella finale di Europa League 2023-2024, persa contro l'Atalanta. 
Il Bayer Leverkusen, quindi, ha all'attivo la vittoria di una Bundesliga, una Coppa di Germania, una Supercoppa di Germania e di una Coppa UEFA, nonché una finale di UEFA Champions League e cinque secondi posti nella Bundesliga. In ambito calcistico, la città Leverkusen è rappresentata da altre due squadre, che militano però nei campionati regionali tedeschi.
La polispostiva Bayer si distingue anche per la propria sezione cestistica maschile, oggi militante nel terzo livello del campionato tedesco di pallacanestro, ma con all'attivo 14 titoli di Germania (di cui sette consecutivi dal 1990 al 1996) e 10 coppe nazionali.
La blasonata sezione di pallamano femminile vanta otto titoli di Bundesliga (di cui sei consecutivi dal 1982 al 1987) più tre precedenti il campionato unico e nove Coppe di Germania e una finale di EHF Champions League e altri otto titoli zona Ovest. Tali successi la rendono leader per titoli conquistati e partecipazioni in prima divisione tedesca.
Chiudono le rappresentanze in prima divisione la squadra di pallavolo femminile e quella di calcio femminile, sempre associate alla polisportiva Bayer.

## Amministrazione

### Gemellaggi
- Schwedt
- Oulu
- Bracknell Forest
- Lubiana
- Nazareth Illit
- Chinandega
- Racibórz
- Villeneuve d'Ascq
- Wuxi[4]